# انجيردان
 أنجیردان  (بالفارسية: روستاى أنجیردان )، قرية صغيرة تتبع لـالبلدة المركزية (بالفارسية: بخش مركزى ) من توابع مدينة بستك وتقع في غرب محافظة هرمزگان في جنوب إيران. تقع هذه القرية على بعد 24 كيلومتراً جنوب شرقي قرية رودبار، وعل بعد 30 كيلومتراً شمال قرية جيحون. سميت بـ(أنجیردان) لوجود غابة كثيفة من أشجار أنجير، أي أشجار التين الجلبي.

## حدود قرية ایلود
حدود قرية أنجیردان: من الشمال جيحون، ومن الجنوب دزكان، ومن الغرب قرية رودبار، ومن الشرق تنتهي بـقرية كهورستان.

## السكان
يبلغ عدد سكان هذه القرية حسب تعداد السكان لعام 2006 للميلاد، (507) نسمه تشكل (151 عائلة)، من أهل السنة والجماعة وعلى المذهب الشافعي. يتكلون الفارسية باللهجة المحلية، لهم مدارس: ابتدائية، والاعدادية، وكذلك بها 5 برك لحفظ مياه ألأمطار، ومكتب لتحفيظ القرآن الكريم. كذلك بها أراضي شاسعة لزراعة القمح والشعير، ومزارع النخيل.

## وصلات خارجية
- التقسيمات الادارية لمحافظة هرمزگان